# La niña del tambor
La niña del tambor es el cuarto extended play de la cantautora mexicana Carla Morrison, el EP fue producido por Morrison, Alejandro Jiménez y Demian Jiménez. Se trata del primer material discográfico en versión navideña, en el que se incluyen villancicos clásicos como «Noche de paz», «El niño del tambor», «Have Yourself a Merry Little Christmas», entre otros.
Además contiene temas cantados en español como en inglés. Se lanzó en las vísperas de Navidad del 2016, y se grabó en los estudios Baby Jesús Hood, en la Ciudad de México.«Jesús» es un tema original escrito por ella misma.
La niña del tambor fue publicado de forma gratuita en las plataformas digitales, Morrison comentó al respecto «Como artista independiente siempre he querido regalar mi música aunque no siempre puedo porque de eso vivo, pero para mí Navidad es el momento de regalar, de reunir, de estar con los seres queridos y yo quería darle ese agradecimiento a mis fanes y que pudieran descargar el disco y tenerlo en su casa gratis» según una entrevista para DallasNews.

## Lista de canciones
| Lista de canciones |                                          |                                 |          |  |
| N.º                | Título                                   | Escritor(es)                    | Duración |  |
| 1.                 | «Jesús»                                  | Carla Morrison                  | 4:26     |  |
| 2.                 | «Have Yourself a Merry Little Christmas» | Hugh Martin, Ralph Blane        | 2:52     |  |
| 3.                 | «Noche de paz»                           | Franz Xaver Gruber, Joseph Mohr | 4:00     |  |
| 4.                 | «O Holy Night»                           | Adolphe Adam, Placide Cappeau   | 4:49     |  |
| 5.                 | «El niño del tambor»                     | Katherine Kennicott Davis       | 4:29     |  |
| 6.                 | «White Christmas»                        | Irving Berlin                   | 3:26     |  |
| 24:16              |                                          |                                 |          |  |

## Historial de lanzamiento
| País    | Fecha                  | Formato(s)       | Sello                                 | Ref.  |
| ------- | ---------------------- | ---------------- | ------------------------------------- | ----- |
| Mundial | 9 de diciembre de 2016 | Descarga digital | Cósmica Récords Carla Morrison Música | [ 7 ] |